# Lasith Malinga
Pour les articles homonymes, voir Malinga.
Separamadu Lasith Malinga est un joueur de cricket international srilankais né le 28 août 1983 à Galle. Lanceur rapide à la technique peu conventionnelle, il débute avec l'équipe du Sri Lanka en 2004, à la fois en Test cricket et en One-day International (ODI). Dans cette forme de jeu, il est le premier joueur de l'histoire à avoir réalisé trois coups du chapeau. Il est également le premier joueur de l'histoire à avoir réussi à éliminer quatre adversaires en quatre lancers consécutifs au niveau international.
Il effectue ses lancers le bras quasiment horizontal, un geste qui ressemble à celui d'un frondeur, ce qui lui vaut le surnom de « the Slinger ». Victime de plusieurs blessures, il met fin à sa carrière en Test cricket en 2011 pour se concentrer sur les formes plus courtes du jeu.

## Biographie
Lasith Malinga naît né le 28 août 1983 à Galle. Il grandit à Rathgama, un village situé à quelques kilomètres de la ville. Il y pratique une variante du cricket, le « softball cricket », qui se joue avec une balle molle, ainsi que la natation, deux activités qui influencent sa technique de lanceur. Il est repéré à l'âge de 16 ans par l'ancien international srilankais Champaka Ramanayake, qui, en tant que capitaine et entraîneur du Galle Cricket Club, l'invite à rejoindre son équipe. Il fait ses débuts en first-class cricket à 17 ans, en 2001, au cours d'une rencontre contre le Colombo Cricket Club, alors que Ramanayake, qui devait jouer, se blesse la veille du match. Malinga réussit à y prendre huit guichets. Il n'avait jusqu'alors disputé que cinq matchs avec une balle en cuir.
Il est sélectionné pour la première fois avec l'équipe du Sri Lanka au cours d'un test-match disputé au Marrara Cricket Ground de Darwin contre l'Australie. Les Australiens sont surpris par sa technique et il réussit à prendre six guichets. Il fait partie du groupe appelé à disputer la Coupe d'Asie 2004, disputée au Sri Lanka. Il y fait ses débuts en One-day International (ODI), contre les Émirats arabes unis. Il participe au Trophée des champions de l'ICC la même année. En avril 2005, lors d'un test-match contre la Nouvelle-Zélande, il prend en tout neuf guichets pour 210 courses concédées. Du fait de la position presque horizontale de son bras lorsqu'il lance la balle, ses adversaires ont du mal à la voir et réclament que l'arbitre situé derrière Malinga change de couleur de pantalon. Les arbitres refusent mais utilisent par exemple une serviette autour de leur taille pour faire un écran qui met en valeur la balle. Il participe en 2006 à la série d'ODI que le Sri Lanka remporte contre l'Angleterre, en Grande-Bretagne, par cinq victoires à zéro. Il cumule 30 guichets en 18 ODI durant les douze mois qui précèdent la Coupe du monde 2007.
Au cours de celle-ci, il devient le premier lanceur de l'histoire à réussir à éliminer quatre batteurs sur quatre lancers consécutifs lors d'un match international de haut-niveau, contre l'Afrique du Sud. Il ne peut cependant pas éviter la défaite de son équipe. Une blessure à la cheville l'empêche de disputer trois des rencontres de la compétition, mais il dispute la finale perdue face à l'Australie.
Malinga se blesse au genou lors d'une tournée en Australie en février 2008. Il est soigné en Australie, puis par un médecin que lui présente le président du Sri Lanka Mahinda Rajapakse. Il ne joue pas pendant neuf mois, avant de retourner à l'entraînement puis de disputer quelques matchs avec le Nondescripts Cricket Club. Il retrouve la sélection nationale en février 2009 au cours d'un Twenty20 contre l'Inde. Il dispute la saison 2009 de l'Indian Premier League (IPL) avec les Mumbai Indians, qui l'ont recruté, y totalisant 18 guichets. Il participe aux Championnats du monde de Twenty20 2009 en Angleterre, au cours desquels le Sri Lanka perd en finale contre le Pakistan, et y accumule 12 guichets.
Alors qu'il n'a plus disputé de test-match depuis 2007 et la blessure qui l'a touché en 2008, il revient à cette forme de jeu en 2010 à domicile face à l'Inde. Il aide sa sélection à gagner le premier match de la série avec 8 guichets et son meilleur total de courses à ce niveau en une manche, 64. Il participe à la Coupe du monde 2011, perdue une fois encore par le Sri Lanka en finale, cette fois contre l'Inde, et y prend 13 guichets. Il réussit son deuxième coup du chapeau en ODI lors d'un match de poule contre le Kenya.
En avril de la même année, à 27 ans, il annonce qu'il a décidé de ne plus disputer de test-matchs de sa carrière : du fait de ses blessures, il préfère arrêter la forme de jeu la plus éprouvante physiquement pour un lanceur et se concentrer sur les autres variantes de jeu. Il n'a joué que deux test-matchs, contre l'Inde, après son retour à ce niveau en 2010. Pendant la saison 2011 de l'Indian Premier League, il cumule 28 guichets avec les Mumbai Indians, un record dans la compétition. Quelques mois plus tard, il réalise contre l'Australie son troisième coup du chapeau en ODI, un record du monde.

## Technique

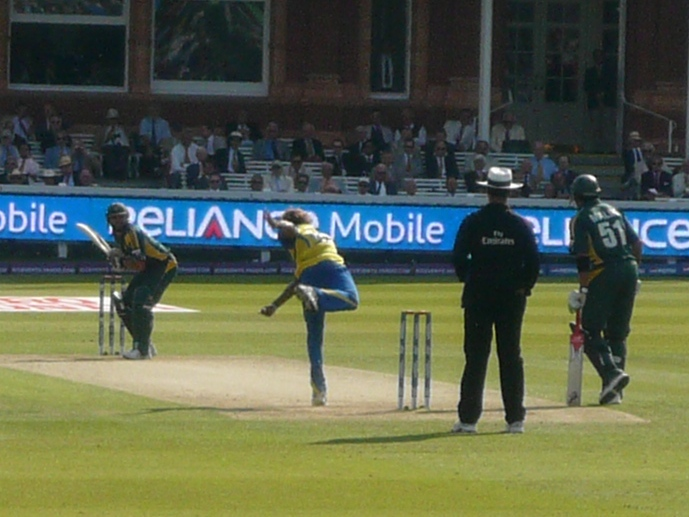
Lasith Malinga au lancer en 2009.

La technique de lancer de Lasith Malinga est peu commune. Durant sa jeunesse, il pratique le « softball cricket », une variante de cricket dans laquelle il est nécessaire, pour surprendre le batteur, de lancer la balle en imitant le geste d'un frondeur. Le bras presque horizontal donne une trajectoire basse à la balle, geste qu'il a conservé de cette période, ce qui lui vaut le surnom « the Slinger », « le frondeur » en anglais. Son action s'apparente ainsi au « roundarm bowling ». Ce style de lancer était en vogue au XIXe siècle. Sous l'impulsion de son mentor, Champaka Ramanayake, il s'est essayé sans réussite à une technique plus traditionnelle au début de sa carrière, avant de revenir à celle qu'il a toujours pratiqué. Ramanayake l'a également initié au « reverse swing ».
Le yorker, ce lancer qui touche le sol quasiment au niveau des pieds du batteur adverse, est l'une de ses spécialités.

## Bilan sportif

### Principales équipes
| Nationales                  | Nationales            | Nationales            | Nationales  |
| Équipe                      | Test                  | ODI                   | Twenty20    |
| --------------------------- | --------------------- | --------------------- | ----------- |
| Sri Lanka                   | 2004 -                | 2004 -                | 2006 -      |
| Autres                      |                       |                       |             |
| Équipe                      | First-class           | List A                | Twenty20    |
| Galle CC (Sri Lanka)        | 2001-2002 - 2003-2004 | 2001-2002 - 2003-2004 |             |
| Nondescripts CC (Sri Lanka) | 2004-2005 -           | 2004-2005 -           | 2004-2005 - |
| Kent (Angleterre)           | 2007                  | 2007                  | 2007        |
| Ruhuna (Sri Lanka)          |                       | 2007-2008 - 2009-2010 | 2008-2009   |
| Mumbai Indians (Inde)       |                       |                       | 2008 -      |
| Basnahira (Sri Lanka)       |                       | 2010-2011             |             |
| Ruhuna Royals (Sri Lanka)   |                       |                       | 2012        |

### Statistiques
Lasith Malinga est le premier joueur de l'histoire à avoir réussi trois coups du chapeau en One-day International (ODI), le troisième en 2011 contre l'équipe d'Australie. Il dépasse ainsi Wasim Akram, Saqlain Musthaq et son compatriote Chaminda Vaas qui en ont réussi deux chacun. Le premier de ces coups du chapeau a lieu contre l'Afrique du Sud, lors de la Coupe du monde 2007. Il réussit même à cette occasion à prendre quatre guichets en quatre lancers consécutifs, une première au haut-niveau international, en disposant de Shaun Pollock, Andrew Hall, Jacques Kallis puis Makhaya Ntini. Le deuxième de ces coups du chapeau a lieu lors de la Coupe du monde 2011, contre le Kenya, lorsqu'il élimine Tanmay Mishra, Peter Ongondo et Shem Ngoche. Il est le premier joueur à réussir deux coups du chapeau dans l'histoire de la compétition. Son troisième comprend les éliminations de Mitchell Johnson, John Hastings et Xavier Doherty.
S'il n'a disputé que trente test-matchs avec le Sri Lanka avant de mettre à sa carrière dans cette forme de jeu, à 27 ans, il y cumule 101 guichets et est le troisième joueur de son pays à dépasser la barre des cent, après Muttiah Muralitharan et Chaminda Vaas.